# NGC 7803
NGC 7803 é uma galáxia espiral (S0-a) localizada na direcção da constelação de Pegasus. Possui uma declinação de +13° 06' 41" e uma ascensão recta de 0 horas, 01 minutos e 20,0 segundos.
A galáxia NGC 7803 foi descoberta em 5 de Agosto de 1886 por Lewis A. Swift.